# Manuela Beltrán
Manuela Beltrán Archila (El Socorro Santander, 13 de marzo de 1724) fue una letrada neogranadina reconocida por su participación en la rebelión de los Comuneros de 1781, un movimiento de resistencia contra las políticas fiscales de la Corona española en el Virreinato de Nueva Granada.
Se le atribuye un papel relevante en el inicio de la rebelión, particularmente por su acto de desafío al destruir los edictos reales que imponían nuevos impuestos en la localidad de Socorro (actual departamento de Santander). Aunque la tradición la ha destacado como un símbolo de lucha por la libertad, algunos detalles sobre su vida y su rol exacto son objeto de estudio histórico, dado que las fuentes primarias de la época, como los registros coloniales, no ofrecen evidencia concluyente sobre su existencia o su rol exacto, lo que ha llevado a poner en duda su existencia.

## Biografía
Sobre la vida de Manuela Beltrán se sabe poco ya que sólo hay indicios de que nació el 13 de marzo de 1724 en Confines (hoy municipio de Santander, Colombia), hija de Juan Beltrán y Ángela de Archila, pertenecía a una modesta familia, descendiente de españoles que manufacturaban tabacos. Era "una mujer del pueblo", pero con la diferencia que sabía leer lo suficiente para conocer el texto del edicto sobre los nuevos tributos notificados por el Visitador-Regente Juan Francisco Gutiérrez de Piñeres, quien reemplazaba y representaba al virrey en las funciones de la Real hacienda dentro del virreinato. 
En la Nueva Granada, donde no se alcanzó a implantar el sistema de Intendencias, se optó por el de Visitador-Regente; le correspondió a Juan Gutiérrez de Piñeres ser el primero para La Nueva Granada. Este fue nombrado por la audiencia Visitador General, y llegó a Santa Fe de Bogotá en enero de 1778, portando plenos poderes de Carlos III para la reorganización de la Real Hacienda. El entonces virrey, Manuel Antonio Flórez, que se había trasladado a Cartagena de Indias para atender la guerra recién declarada contra Inglaterra, delegó todos los poderes en la Audiencia y en especial en su Regente. Entre las medidas fiscales introducidas por la Audiencia estaba el cobro de una larga serie de impuestos que por diferentes motivos no se pagaban, entre ellos el de Armada de Barlovento, cuyo cobro se decidió efectuar separado de la Alcabala. El impuesto de Barlovento, como la Alcabala, era un gravamen que recaía sobre las ventas y que, por lo tanto, afectaba los consumos de todas las clases sociales. La zona donde se empezaron a manifestar con mayor virulencia las protestas populares fue El Socorro, una de las más prósperas del virreinato, pero a la vez una de las que habían sido afectadas por la prohibición de la siembra de tabaco y por los problemas derivados de la tenencia de la tierra.  
Manuela Beltrán, el 16 de marzo de 1781, cuando, con 57  años, recoge la indignación del pueblo sobre este hecho, y al grito de "Viva el Rey y muera el mal gobierno", llegó al frente de las masas a la puerta de la alcaldía, arrancó y simuló limpiarse el traste con el papel, arrojó al viento el edicto del Ayuntamiento de El Socorro. En el cual se fijaba y se anunciaba el alza de los impuestos de Armada y Barlovento. En ese momento lidera un motín contra los impuestos mercantiles establecidos por el visitador-regente Gutiérrez de Piñeres, más de dos mil manifestantes que habían acudido a la plaza del mercado se agolparon frente a la residencia del alcalde, que desembocó en la revolución de los comuneros. Ese gesto fue la chispa que encendió la rebelión que mantendría en jaque al gobierno virreinal.
La insurrección se extendió como la pólvora por todo el nororiente del Virreinato, pasando luego al centro y occidente del mismo. El pueblo, que gritaba "¡Viva el rey y abajo el mal gobierno!", eligió como general a Juan Francisco de Berbe, que junto a Salvador Plata, Antonio Monsalve y Francisco Rosillo constituyó una Junta revolucionaria llamada del Común, de donde se derivó el apelativo de rebelión o insurrección comunera. El precursor Francisco de Miranda, que desde Europa siguió muy de cerca este levantamiento popular, menciona a Manuela Beltrán como la viejecilla que inició tan sonada rebelión. Esta actitud de rebeldía se extendió por territorio neogranadino desde Mérida, Venezuela hasta Pasto, Colombia, creándose una conciencia en el pueblo contra el gobierno virreinal de la época. Muchos coinciden en señalar al movimiento comunero como un antecedente de la lucha por la independencia.

## Homenajes
- Universidad Manuela Beltrán
- Interpretaciones artísticas en su pueblo natal: Socorro (Santander).[13]
- El 21 de noviembre de 1981 circuló una estampilla en homenaje a Manuela Beltrán, con la pintura de Ignacio Castillo Cervantes, conmemorando el bicentenario de la Insurrección de los Comuneros.[14]
- Varios barrios, instituciones educativas entre otras, llevan su nombre en todo Colombia/Nueva Granada